# 霍恩·蒙卡约拉
霍恩·蒙卡约拉·托利亚尔（西班牙語：Jon Moncayola Tollar；1998年5月13日—），生于加里诺艾恩，西班牙男子足球运动员，2024年加入巴斯克足球代表隊，他曾代表西班牙国奥队参加2020年夏季奥林匹克运动会，获得银牌。